# Chiesa di Santa Maria della Pomposa
Santa Maria della Pomposa è una chiesa di Modena, in piazzale della Pomposa, che prende il nome dall'Abbazia della Pomposa. 

## Storia e Descrizione
Il nome della chiesa, le cui prime notizie risalgono al 1153, deriva dall'Abbazia di Pomposa, da cui dipendeva. Nel 1716 divenne prevosto della chiesa Ludovico Antonio Muratori che la trovò in tali pessime condizioni che decise di ricostruirla dalle fondamenta e vi volle aggiungere il coro. Il Muratori, che abitava nella canonica accanto, alla sua morte nel 1750 fu qui sepolto, come lo era stato prima di lui l'amico medico Francesco Torti. Dopo la morte dello storico, la chiesa cadde in decadenza tanto che venne temporaneamente sconsacrata nel 1774 e fu riconsacrata nel 1794 per opera della Confraternita di San Sebastiano a cui era stata affidata. È monumento nazionale. 

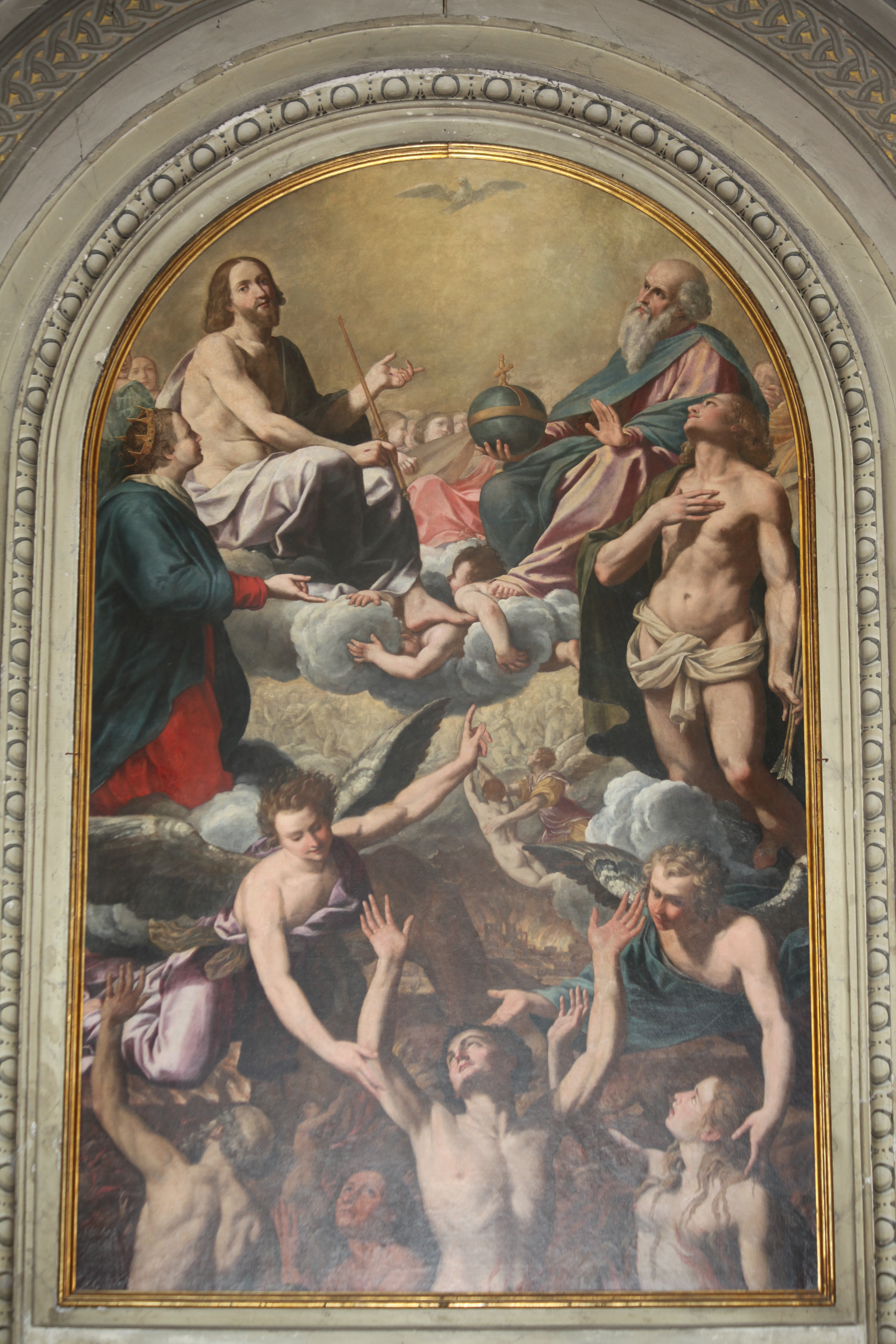
Bernardino Cervi, La Vergine e San Sebastiano che intercedono presso la SS. Trinità a favore delle anime del Purgatorio

La facciata, rimasta incompiuta, risale alla ricostruzione settecentesca ma vi rimangono tracce della medievale porta arcuata e di una finestrella circolare al di sopra.
L'interno è a unica navata contraddistinta da colonne libere che movimentano le pareti e che delimitano cappelle poco profonde e tribune. Gli altari laterali sono corredati da notevoli paliotti in scagliola. Sulle pareti, sotto le tribune tra un altare e l'altro, si trovano sei dipinti che hanno per argomento Episodi della vita di San Sebastiano, alcuni ad opera del pittore Bernardino Cervi.  
Il secondo altare destro custodisce una piccola immagine mariana in una cornice argentea circondata da una tela raffigurante San Luigi Gonzaga e Santa Lucia dipinta da Biagio Magnanini. 
Bernardino Cervi realizzò anche nel 1625 anche la pala d'altare al secondo altare sinistro con la Madonna e San Sebastiano che intercedono presso la Trinità per le Anime purganti, collocata al secondo altare sinistro. Sotto l'altare è inoltre un notevole paliotto in scagliola con la raffigurazione, al centro, di San Sebastiano. 
Lo spazio che sarebbe quello del primo altare sinistro, è occupato oggi dal Monumento funebre di Ludovico Antonio Muratori, opera di Ludovico Pogliaghi, terminato nel 1931, realizzato con vari marmi e corredato dal busto dello storico in una nicchia e di un festone di rami di quercia e alloro più in basso. Lo storico non era stato sepolto dove aveva desiderato, di fronte all'altare maggiore, ma in uno spazio a parete chiuso da un'iscrizione ancora visibile presso l'ingresso. Trasferiti i resti in Sant'Agostino quando la chiesa venne sconsacrata nel 1774, essi furono qui definitivamente riportati nel 1922. 
Dietro l'altare maggiore in marmo rosso, vi è collocata una tela con i Santi Geminiano, Sebastiano, Rocco, e la Madonna in gloria, copia antica, realizzata nel 1654 da Jean Boulanger, dell'originale Madonna di San Sebastiano di Correggio, che era stata commissionata dalla Confraternita di San Sebastiano nel 1524. La tela fu dapprima prelevata da Francesco I d'Este per le proprie collezioni, poi fu acquistata nel 1746 da Augusto III di Sassonia e trasferito a Dresda dove è ancora oggi. La copia del Boulanger fu qui collocata nel 1794.